# Scream Maker
Scream Maker – polski zespół heavymetalowy, utworzony w 2010 roku w Warszawie.

## Historia
Zespół został założony w 2010 roku przez Michała Korbacza (gitara), Piotra Zielińskiego (bas), Marka Nadstawnego (perkusja), Michała Wronę (gitara) oraz Tomasza Wiśniewskiego (śpiew). Poza Michałem Wroną, wszyscy pozostali członkowie tworzyli wcześniej formację o nazwie Anagram. Po dołączeniu Michała Wrony do zespołu, zmieniono nazwę i zdecydowano o "nowym początku", całkowicie rezygnując z wcześniejszej twórczości i zastępując repertuar całkowicie nowymi kompozycjami. Po wydaniu w 2011 roku pierwszego singla o tytule "In The Name of God" Tomasz Wiśniewski opuścił zespół, a jego miejsce zajął Sebastian Stodolak. Po zmianie wokalisty zespół rozpoczął intensywną pracę nad pierwszym mini albumem oraz zaczął intensywnie koncertować.
Wśród zespołów z którymi Scream Maker dzielił scenę znajdują się m.in. Judas Priest, Slayer, Motorhead, Saxon, Black Label Society, Primal Fear, Tarja Turunen, legendarni wokaliści Tim „Ripper” Owens (ex – Judas Priest), Paul Di’anno (ex- Iron Maiden), Blaze Bayley, Civil War oraz polskie legendy heavy metalu takie jak Turbo, Ceti, Mech, Alastor, Stos, Kreon, Wolf Spider, Proletaryat, Luxtorpeda, Hunter oraz wiele innych.
Jesienią 2012 Scream Maker wydał entuzjastycznie przyjętą 8-utworową EP-kę o tytule „We Are Not The Same”, a także nagrał teledysk do promującej ją piosenki – „Wanna Be a Star”, w którym wystąpili wszyscy ówcześni członkowie zespołu. Kilka miesięcy wcześniej zespół dostał się do ścisłego finału prestiżowego konkursu Antyfest 2012, organizowanego przez Antyradio i zajął w nim 2 miejsce. Utwory zespołu Scream Maker prezentowane są w wielu polskich oraz zagranicznych rozgłośniach radiowych, m.in. w Antyradiu, Polskim Radiu Rzeszów, irlandzkim radiu Near FM, Radiu ZW, Radiu Parada, Radiu 1030 AM oraz radiu Bemowo.fm. Grupa została również doceniona w corocznym plebiscycie największego opiniotwórczego miesięcznika muzycznego w Polsce TERAZ ROCK gdzie głosami czytelników została wybrana do ścisłej czołówki w kategorii NADZIEJA 2012.
Jesienią 2012 roku zespół opuścił Marek Nadstawny, pierwszy perkusista i jeden z założycieli grupy. Rok później, w 2013 roku zespół opuścili Piotr Zieliński i Michał Korbacz. Tym samym jedynym członkiem zespołu obecnym w jego składzie od samego początku pozostał Michał Wrona.
W 2013 zespół pod okiem zagranicznego producenta Alessandro del Vecchio i przy gościnnym udziale wielu gwiazd zagranicznych i polskich (m.in. Jordan Rudess z Dream Theater i Wojciech Hoffmann z Turbo) nagrał pierwszą długogrającą płytę pt. „Livin in the Past” i podpisał kontrakt z amerykańską wytwórnią nakładem której album został wydany w kilkunastu europejskich krajach oraz w Japonii i Stanach Zjednoczonych. Okładkę płyty wykonał Rosław Szaybo, światowej sławy projektant odpowiedzialny m.in. za najlepsze okładki Judas Priest, M. Davisa, Eltona Johna, Santany, Krzysztofa Komedy czy Boba Marleya. Światowa premiera albumu nastąpiła w dniu 8 kwietnia 2014. Premierze płyty, która spotkała się z entuzjastycznym przyjęciem fanów i krytyków zarówno polskich jak i zagranicznych, towarzyszyła trasa obejmująca wiele koncertów z legendami światowego heavy metalu (m.in. Primal Fear, pierwszy wokalista Iron Maiden Paul Di’Anno, kolejny były wokalista Iron Maiden Blaze Bayley). W maju 2014 zespół odbył także swoją pierwszą trasę po Chinach, dając w Państwie Środka sześć dużych koncertów na znaczących festiwalach, jak również przechodząc niespodziewanie do historii polskiej fonografii, jako pierwszy polski artysta którego płytę wydała chińska wytwórnia płytowa - w 2014 roku nakładem chińskiej wytwórni Apocalypse Productions została wydana EP-ka "We Are Not The Same".
W 2016 roku ukazała się kolejna długogrająca płyta zespołu, zatytułowana "Back Against The World", której nagranie i wydanie zostało sfinansowane z kampanii crowdfundingowej. Okładkę płyty stanowi sylwetka pszczoły wypełniona kolażem ze zdjęć wszystkich, którzy brali udział w kampanii.
W 2017 roku, 5 lat po premierze debiutanckiego mini albumu "We Are Not The Same" zespół zagrał koncert w warszawskim klubie Remont. Na czas koncertu jubileuszowego na perkusji ponownie zasiadł Marek Nadstawny, pierwszy perkusista i jeden z założycieli zespołu.
Aktualnie zespół pracuje nad swoim trzecim długogrającym albumem.

## Dyskografia

### Albumy studyjne
- We Are Not The Same (2014) - tylko na rynku chińskim
- Livin' In The Past (2014)
- Back Against The World (2016)
- Bloodking (2022)

### Minialbumy (EP)
- We Are Not The Same (2012) - tylko na rynku polskim

### Single
- In The Name of God – 2011
- Prophet – 2013
- Lost in Shanghai – 2016

## Ciekawostki
1. Scream Maker jest pierwszym artystą w historii polskiej fonografii, którego płyta została oficjalnie wydana przez chińską wytwórnię płytową. EPka „We Are Not The Same” ujrzała światło dzienne w Chinach w 2014 roku[12][7][8].
2. Gitarzysta zespołu, Michał Wrona grał jako muzyk sesyjny podczas trasy byłego wokalisty Iron Maiden - Paula Di’anno, a także nagrał z nim koncert wydany na DVD („The Beast Arises” – 2014)[12].
3. Producent zespołu, Alessandro Del Vecchio(inne języki) na co dzień gra w zespołach: Voodoo Circle, Hardline oraz Edge of Foverer.
4. W ramach akcji croudfundingowej, w ciągu zaledwie miesiąca, zespół Scream Maker zebrał od fanów ponad 30 tys. na nagranie albumu „Back Against The World”. Na okładce płyty została wykorzystana grafika prezentująca pszczołę, będącą kolażem stworzonym ze zdjęć twarzy uczestników projektu. Polska premiera albumu została wyznaczona na piątek, 13 maja 2016[5][10].
5. Basista zespołu, Jasiek Radosz jest na co dzień naukowcem specjalizującym się w wibroakustyce[12].
6. Autorem okładki płyty „Livin’ In the Past” jest Rosław Szaybo, który odpowiada również za projekt okładki albumu „British Steel” grupy Judas Priest oraz wiele okładek Carlosa Santany, Milesa Davisa, Eltona Johna, Boba Marleya i Czesława Niemena[13].
7. Intro, którym zespół Scream Maker rozpoczyna swoje koncerty to kompozycja Wojciecha Kilara „Vampire Hunters”, pochodząca z filmu Francisa Forda Coppoli „Dracula”[12].
8. Grupa, przy udziale zaproszonych polskich i zagranicznych wykonawców, organizuje regularnie imprezę „King of Rock and Roll”, będącą hołdem dla Ronniego Jamesa Dio (Black Sabbath, Rainbow, Elf, Dio)[12].
9. Bardzo uważny odbiorca, słuchając utworu z nowego albumu pt. „King is Dead”, opowiadającego o sportach ekstremalnych, zauważy subtelny cytat z jednej z najlepszych kompozycji w polskiej muzyce rockowej - „Cień wielkiej góry” formacji Budka Suflera[12].